# Meng-ce (könyv)
A Meng-ce (Mengzi) Menciusznak tulajdonított beszélgetéseket és mondásokat tartalmazó, ókori kínai (i. e. 4. század második fele) filozófiai mű, amely a konfuciánus kánon Négy könyv csoportjának része.

## Tartalma, felépítése
A Meng-ce (Mengzi) eredetileg hét úgynevezett belső (nej (nei) 內), és négy úgynevezett külső (vaj (wai) 外) fejezetet tartalmazott, mely így összesen a Ji-ven-cse (Yiwenzhi)ben is említett 11 fejezetből állt. Csao Csi (Zhao Qi) (趙歧; megh. i. sz. 201), a könyv szerkesztője a külső fejezeteket eltávolította, mivel szerinte ezek nem Menciusz eredeti alkotásai, hanem későbbi korokban származó írások. Az így megmaradt hét (belső) könyv mindegyikét két részre osztotta. Az így kapott 14 csüan (juan)ból álló felosztás a legtöbb későbbi kiadásban is megmaradt, a ketté osztott fejezeteket a nyugati kiadásokban A és B betűvel jelölték (pl. 5A a 9. fejezetre vonatkozik). Az egyes fejezetek további (összesen 261) kisebb egységekre tagolódnak.
A Meng-ce (Mengzi) egyrészt a mester barátaival, riválisaival, tanítványaival és különböző uralkodókkal folytatott beszélgetéseit, másrészt önálló mondásait tartalmazza. Az első könyv (1A–1B) Menciusznak a Liang-beli (梁) Huj (Hui) királynál (惠) (uralk. i. e. 370–319), a Csi (Qi)-beli (齊) Hszüan (Xuan) (宣) királynál (uralk. i. e. 320–302), illetve a Teng-beli (滕) Ven (Wen) (文) hercegnél tett látogatását írja le. A 2. könyv (2A–B) Kung-szun Csou (Gongsun Chou) (公孫丑) és mások kérdéseire adott válaszokat, a 3. fejezet (3A–3B) pedig Teng, illetve Song államokban lezajlott beszélgetéseit (Ven (Wen) herceg, Csen Taj (Chen Dai) (陳代), Csing Csun (Jing Chun) (景春), Peng Keng (Geng) (彭更), Van Csang (Wan Zhang) (萬章), Kung-tu-ce (Gongduzi) (公都子)) tartalmazza. A 4. könyvben (4A–B) általában Menciusz önálló mondásai találhatók, míg az 5. könyv (5A–5B) nagy részét Menciusz válaszai teszik ki, melyeket tanítványának, Van Csang (Wan Zhang)nak az ősi uralkodókkal és intézményekkel kapcsolatos kérdéseire adott. A legfontosabbként számon tartott 6. fejezet a Menciusztól származó azon idézetek legteljesebb gyűjteménye, amelyben az ember veleszületett hajlamait tárgyalja, általában az i. e. 4. századi más nézettekkel szemben fejtve ki nézeteit. Jellemző módon ez a könyv az egyik ilyen ismert gondolkodó, Kao-ce (Gaozi) (告子) érvelésével kezdődik, mellyel szemben Menciusz saját álláspontját védelmezi. A 4. és a 7. könyv (4A, 4B, 7A, 7B) elsősorban Menciusz önálló mondásaiból áll, és feltehetőleg későbbi keletkezésű.

## Kommentárjai
A Meng-ce (Mengzi)hez már a Tang-kor előtt is születtek kommentárok (Cseng Hszüan (Zheng Xuan) (鄭玄), Kao Ju (Gao You) (高誘), Liu hszi (Liu Xi) (劉熙)), a 8. századi Han Jü (Han Yu) rendkívül nagyra értékelte a művet. A legismertebb kommentárt az a Csu-hszi (Zhu Xi) írta 1177-ben (Meng-ce csi-csu (Mengzi jizhu) 孟子集注), aki egyben a Négy klasszikus egyikévé tette a Meng-ce (Mengzi)t. A Ming-korban Vang Jang-ming (Wang Yangming)re (王陽明) hatott leginkább Menciusz tanítása, a Qing-korban pedig Csiao Hszün (Jiao Xun) (焦循; 1763–1820; Meng-ce cseng-ji (Mengzi zhengyi) 孟子正義) és Taj Csen (Dai Zhen) (戴震; 1724–1777; Meng-ce ce-jü su-cseng (Mengzi ziyi suzheng) 孟子字羲疏證) értelmezte újra a Meng-ce (Mengzi)t, az utóbbi erősen kritizálva Csu-hszi (Zhu Xi) interpretációját.

### Magyarul
- ↑ Fung 2003.:  Fung Yu-lan: A kínai filozófia rövid története, (Szerk.: Derk Bodde; Ford.: Antóni Csaba.) Budapest: Osiris Kiadó, 2003. ISBN 963-389-479-4
- ↑ Kósa 2013.:  Kósa Gábor: „Mengzi”. In Kósa Gábor - Várnai András (szerk.): Bölcselők az ókori Kínában. Magyar Kína-kutatásért Alapítvány, Budapest 2013. pp. 65–84. ISBN 978-963-284-374-2
- ↑ Tőkei Ferenc 1986.:  Kínai filozófia. Ókor. 1. kötet. Válogatta, fordította, a bevezetést és a jegyzeteket írta: Tőkei Ferenc. Akadémia Kiadó. Budapest, 1986. (Harmadik, változatlan kiadás) ISBN 963 05 4294 3
- ↑ Tőkei Ferenc 1997.:  Menciusz. Konfuciusz nagy követője; vál., ford., bev., jegyz. Tőkei Ferenc; Szukits, Szeged, 1997 (A bölcselet mérföldkövei) ISBN 963 9020 36 2

### Idegen nyelven
- ↑ Geisz 2008.:  Steven F. Geisz: „Mengzi, Strategic Language, and the Shaping of Behavior.” Philosophy East & West 58.2: 190–222.
- ↑ Ivanhoe 1990.:  Philip J. Ivanhoe: Ethics in the Confucian Tradition: The Thought of Mencius and Wang Yang-ming. Atlanta: Scholars Press. 1990.
- ↑ Liu 2002.:  Liu Xiusheng – Philip J. Ivanhoe (eds.). Essays on the Moral Philosophy of Mengzi. Indianapolis, In: Hackett Publishing Company. 2002.

## Lásd még
- Menciusz
- Konfucianizmus
- Négy könyv és öt klasszikus